# BMW i8
BMW i8 – hybrydowy samochód sportowy klasy wyższej produkowany pod niemiecką marką BMW w latach 2014 – 2020.

## Historia i opis modelu

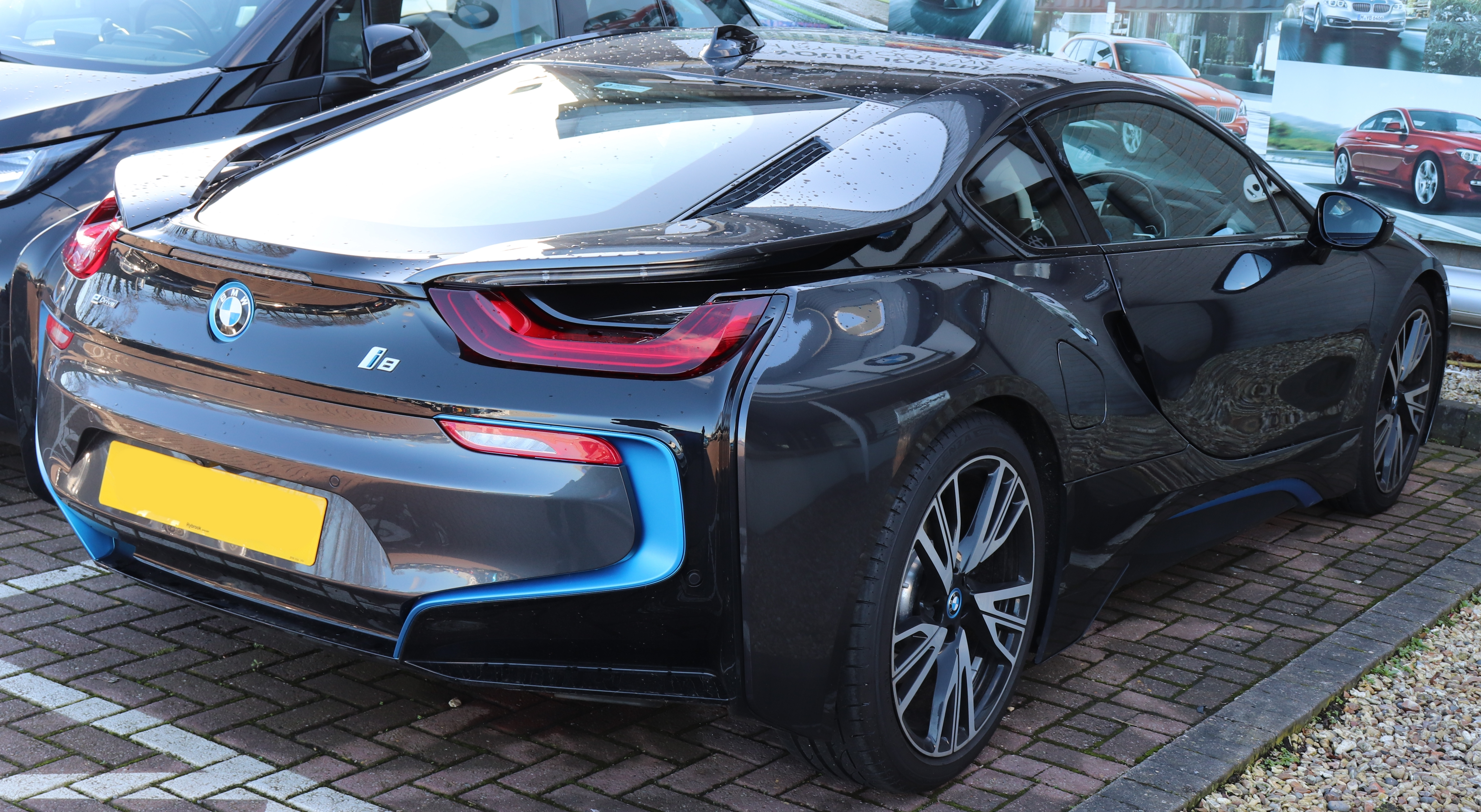
BMW i8 - tył

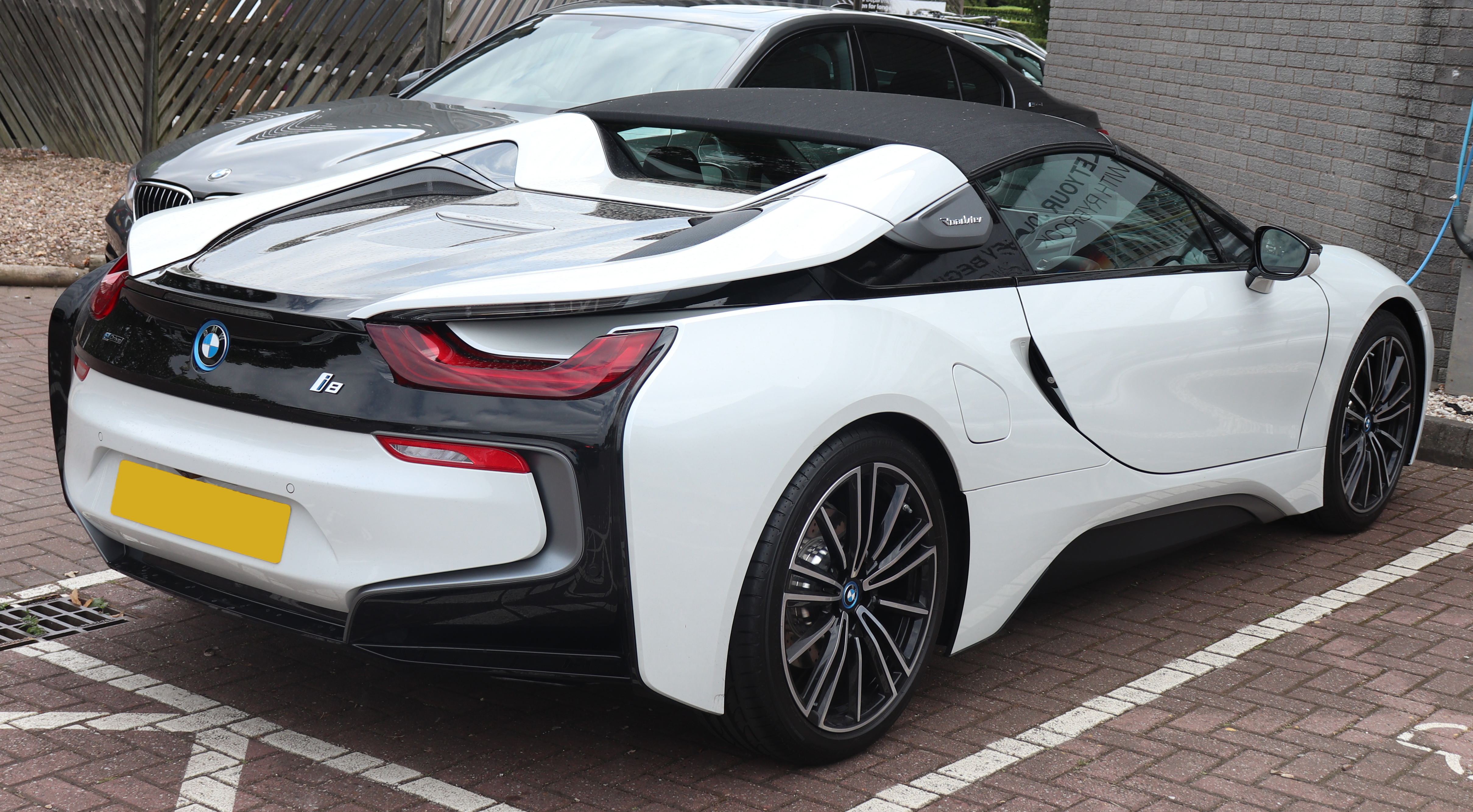
BMW i8 Roadster - tył

Pierwszą zapowiedzią modelu był prototyp BMW Vision Efficient Dynamics przedstawiony podczas targów motoryzacyjnych we Frankfurcie w 2009 roku. Wersja produkcyjna została zaprezentowana cztery lata później. W 2014 roku w Pekinie zaprezentowano wersję roadster pod nazwą i8 Spyder.
Pojazd został zbudowany w oparciu o architekturę LifeDrive, która została stworzona specjalnie dla pojazdów marki BMW, dzięki której rozłożenie masy pojazdu wynosi 50/50. Pojazd wykorzystuje nowoczesną technologię, dzięki której masa pojazdu oraz poziom spalania są niskie. Nadwozie samochodu ma nowoczesne kształty z bardzo długą, nisko poprowadzoną pokrywą silnika z agresywnym pasem przednim i charakterystyczną atrapą chłodnicy oraz jest bardzo aerodynamiczne. Współczynnik oporu powietrza wynosi 0,26. Wnętrze pojazdu zostało wykonane z tworzywa sztucznego wzmocnionego włóknem węglowym. Auto jest pierwszym seryjnie produkowanym samochodem na świecie wyposażonym w szkło wzmacniane chemicznie oraz reflektory laserowe.
2 kwietnia 2015 roku, na salonie motoryzacyjnym w Nowym Jorku, ogłoszono, że BMW i8 zdobyło prestiżowy tytuł World Green Car of the Year 2015.

### Wyposażenie
Standardowe wyposażenie pojazdu obejmuje m.in. elektryczne sterowanie szyb, elektryczne sterowanie lusterek, 20-calowe obręcze wykonane z kutego aluminium, układ Dynamic Damper Control, system Driving Experience Control Switch (Przełącznik trybów jazdy) umieszczony w konsoli centralnej (po uruchomieniu systemu dostępne są dwa tryby jazdy: COMFORT I ECO PRO, tryb sportowy dostępny po przełączeniu drążka zmiany biegów w tryb manualny), częściowo skórzaną tapicerkę, aktywne zawieszenie, elektryczną regulację foteli przednich, klimatyzację automatyczną, 8,8 calowy wyświetlacz nawigacji satelitarnej z dyskiem twardym 20 GB.
Opcjonalnie pojazd wyposażyć można m.in. w wyświetlacz HUD, nagłośnienie Harman Kardon oraz asystenta awaryjnego hamowania.

### Silniki[3]
Silnik elektryczny pojazdu wraz z przekładnią i układami przekształcania mocy został umieszczony blisko elektrycznie napędzanej osi przedniej. Z tyłu umieszczono doładowany silnik benzynowy z przekładnią i skierowano jego moc na tył. Akumulator litowo-jonowy jest położony centralnie i umieszczony w aluminiowej obudowie. Silnik spalinowy o pojemności 1,5 litra wyposażono w technologię TwinPower Turbo, dzięki czemu dysponuje mocą 231 KM i 320 Nm maksymalnego momentu obrotowego. Silnik elektryczny posiada moc 131 KM i także 320 Nm momentu obrotowego. Łączna moc pojazdu wynosi 362 KM oraz 570 Nm. Silnik elektryczny może wspomagać jednostkę benzynową, ale także napędzać pojazd. Wtedy zasięg auta wynosi do 35 km, zaś prędkość maksymalna jest ograniczona do 120 km/h. Tylne koła samochodu napędzane są przez 6-biegową automatyczną skrzynię biegów natomiast przednie przez dwustopniową przekładnię automatyczną. Za pomocą skrzyni biegów w pojeździe można wybrać tryb jazdy D i Sport. Tryb Sport oferuje ręczny, sekwencyjny wybór biegów oraz zmienia ustawienia pojazdu i zawieszenia do bardzo sportowej jazdy.

### Dane techniczne[11][12]
SILNIK BENZYNOWY:
- Pojemność skokowa: R3 1,5 l TwinPower Turbo
- Moc maksymalna: 231 KM
- Maksymalny moment obrotowy: 320 Nm
- Prędkość maksymalna: 250 km/h
- Zasięg w cyklu mieszanym: >500 km
- Przyspieszenie od 0 do 100 km/h: 4,4 s

SILNIK ELEKTRYCZNY:
- Moc maksymalna: 131 KM
- Maksymalny moment obrotowy: 320 Nm
- Zasięg: 37 km
- Prędkość maksymalna: 120 km/h

DANE ŁĄCZNE:
- Moc maksymalna obu układów napędowych: 362 KM
- Maksymalny moment obrotowy obu układów napędowych: 570 Nm
- Zużycie paliwa w cyklu mieszanym: 2,1 l/100 km
- Emisja CO2: 49 g/km
- Masa własna: 1485 kg
- DMC: 1855 kg
- Rozmiar opon: 195/50 R20 (przód), 215/45 R20 (tył)
- Rozmiar kół: 7Jx20 (przód), 7,5Jx20 (tył)
- Rozłożenie masy pojazdu: 50x50

### Pozostałe informacje
- Przedprodukcyjną sprzedaż pojazdu rozpoczęto w trzecim kwartale roku 2013. Pod koniec listopada 2013 roku szef sprzedaży BMW, Ian Robertson powiedział, że cały nakład BMW i8 przeznaczony na rok 2014 został wyprzedany.[13]
- Patrick Müller, odpowiedzialny za opracowanie układu napędowego, powiedział, że "to nie jest samochód zbudowany do jak najszybszego pokonania Północnej Pętli toru Nürburgring. To samochód drogowy i 362 konie w zupełności wystarczą, żeby w każdych warunkach zapewnić kierowcy maksimum emocji"[14].
- Pojazd początkowo wyposażony miał być w silnik V10[15] oraz V12, V8 oraz R6[16]
- Jeden z egzemplarzy testowych został rozbity na terenie niemieckiej autostrady w pobliżu Freising. Powodem wypadku była nadmierna prędkość i śliska nawierzchnia. W wyniku wypadku doszło do rozległych uszkodzeń nadwozia i zawieszenia pojazdu[17].
- Polska premiera pojazdu miała miejsce 12 maja 2014 roku na kameralnym dziedzińcu Zamku Ujazdowskiego w Warszawie[18][19].